# راندي بلاك
راندي بلاك هو موسيقي كندي، ولد في 17 نوفمبر 1963 في موسجاو في كندا.

## وصلات خارجية
- الموقع الرسمي
- راندي بلاك على موقع ميوزك برينز (الإنجليزية)
- راندي بلاك على موقع ديسكوغز (الإنجليزية)